# Dante Pazzanese
Dante Pazzanese (Palma, 31 de dezembro de 1900 — São Paulo, 9 de janeiro de 1975) foi um médico cardiologista brasileiro,  fundador da Sociedade Brasileira de Cardiologia. Em 1954 fundou o Instituto de Cardiologia do Estado de São Paulo, que mais tarde receberia o nome de Instituto Dante Pazzanese de Cardiologia.

## Biografia
Pazzanese formou-se em Medicina aos 24 anos pela Faculdade de Medicina do Rio de Janeiro, e obteve o título de doutorado no mesmo ano defendendo a tese "A anisocoria". Iniciou sua carreira médica clinicando no município de Itapira, interior do Estado de São Paulo. Seguiu em 1928 para a capital paulista e começou a trabalhar voluntariamente como assistente na Faculdade de Medicina de São Paulo. No ano seguinte, direcionou e organizou o serviço pioneiro de eletrocardiografia dessa mesma faculdade.
Foi o criador do Serviço de Cardiologia do Hospital Municipal de São Paulo e, em 1943, fundou a Sociedade Brasileira de Cardiologia, tendo como primeira sede o mesmo Hospital Municipal. Em 1954 ele deixou o Hospital Municipal para fundar e dirigir o Instituto de Cardiologia do Estado de São Paulo (Icesp), que mais tarde seria rebatizado em sua homenagem como Instituto Dante Pazzanese de Cardiologia, referência mundial em cardiologia.